# Rakieta (parowóz)

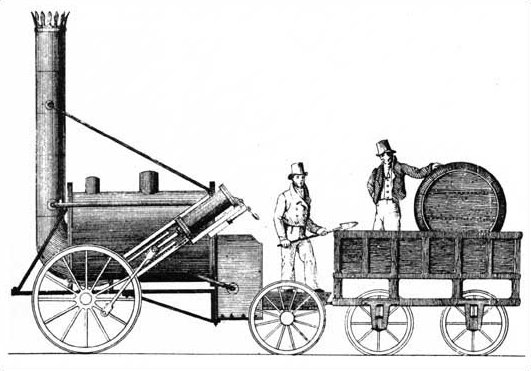
parowóz Rocket

Rakieta Stephensona (ang. The Rocket) – parowóz będący pierwszym, który w 1829 roku zbudowali George i Robert Stephensonowie.
Powszechnie błędnie uważa się, że „Rakieta” była pierwszym w historii parowozem. Faktycznie pierwsza lokomotywa parowa poruszająca się po torach została zbudowana przez Richarda Trevithicka 25 lat wcześniej, ale nie odniosła sukcesu finansowego. George Stephenson, jak również wielu innych inżynierów, budowali lokomotywy parowe jeszcze przed pojawieniem się „Rakiety”. Była ona więc raczej wynikiem ewolucji konstrukcji tego typu pojazdów niż zmianą rewolucyjną.
„Rakieta” była pierwszym „nowoczesnym” parowozem, w którym użyto płomieniówkowego (wielorurowego) kotła, mającego wyższą wydajność i sprawność. Poprzednie kotły składały się z pojedynczej rury (płomienicy) otoczonej płaszczem wody. Do innowacji zastosowanych w projekcie należało także wyprowadzenie strumienia zużytej pary do dymnicy, co zwiększało ciąg kominowy i wydajność kotła, a w efekcie dawało znacznie lepsze osiągi „Rakiety”. 
Parowóz ten nie miał jeszcze możliwości zmiany wielkości napełnienia cylindra parą (przez co zużycie pary było wysokie w stosunku do wykonanej pracy przez parowóz – zob. silnik parowozu) ani układu hamulca hamującego cały skład pociągu, nie tylko hamulca parowego lokomotywy. 
Odtąd prawie wszystkie lokomotywy parowe budowane były w oparciu o kocioł płomieniówkowy i odprowadzanie pary odlotowej do dymnicy – jak było to w projekcie „Rakiety”.
Została zaprojektowana i zbudowana, by współzawodniczyć w konkursie Rainhill Trials, mającym wyłonić lokomotywę dla kolei Liverpool & Manchester w październiku 1829. Maszyny wszystkich uczestników uległy uszkodzeniu, tak że trudno mówić o prawdziwym zwycięstwie; jednakże „Rakieta” spełniła kluczowe wymaganie konkursu, pokonując odcinek 90 km w pełnym obciążeniu i przy zadowalającym zużyciu paliwa. Ważący 4 tony parowóz o mocy 13 KM osiągnął prędkość maksymalną 48 km/h
Prawie rok później, 15 września 1830, w oficjalnym otwarciu kolei pierwszy przejazd „Rakiety" spowodował pierwszy śmiertelny wypadek w historii kolei – zginął William Huskisson.
„Rakieta” Stephensona była jeszcze używana na Lord Railway Carlisle, a następnie w 1862 podarowana Patent Museum w Londynie.
W 1979 została zbudowana przez Enterprises Locomotion replika „Rakiety”.
„Rakieta” Stephensona wciąż istnieje (2022), w znacznie zmodyfikowanej formie w porównaniu do jej stanu z Rainhill Trials. Cylindry zostały przerobione na położenie poziome jako nowsze, w porównaniu do pierwotnego ustawienia skośnego. Podobnie ze zmianami maszyny od 1829, które czasopismo „The Engineer” z 1884 skomentowało: nie ulega wątpliwości, że wersje „Rakiety” z 1829 i 1830 były całkowicie różnymi maszynami.
W 2019 „Rakieta” została przekazana muzeum National Railway Museum w Yorku (Anglia), na „co najmniej dekadę”, gdzie ma być wystawiana (ostatnio była pokazywana w tym muzeum 20 lat temu). W 2023 lokomotywa (oraz inne eksponaty) miała zostać zdjęta z wystawy (na ok. 18 miesięcy) z powodu rozpoczęcia planowanego na styczeń remontu dachu.